# Diskografie Alessii Cary
Toto je seznam vydané diskografie kanadské zpěvačky Alessii Cary.

## Alba

### Studiová alba
| Název                                                                                   | Detaily o albu                                                          | Umístění v hitparádách | Umístění v hitparádách | Umístění v hitparádách | Umístění v hitparádách | Umístění v hitparádách | Umístění v hitparádách | Umístění v hitparádách | Umístění v hitparádách | Umístění v hitparádách | Umístění v hitparádách | Prodeje       | Certifikace                                                                  |
| Název                                                                                   | Detaily o albu                                                          | CAN                    | AUS                    | DEN                    | GER                    | IRE                    | NL                     | NZ                     | SWE                    | UK                     | US                     | Prodeje       | Certifikace                                                                  |
| --------------------------------------------------------------------------------------- | ----------------------------------------------------------------------- | ---------------------- | ---------------------- | ---------------------- | ---------------------- | ---------------------- | ---------------------- | ---------------------- | ---------------------- | ---------------------- | ---------------------- | ------------- | ---------------------------------------------------------------------------- |
| Know-It-All                                                                             | - Vydáno: 13. listopadu 2015 - Vydavatelství: Def Jam, EP Entertainment | 8                      | 16                     | 19                     | 99                     | 52                     | 34                     | 26                     | 21                     | 14                     | 9                      | - US: 26,000  | - MC: 2× Platinum - ARIA: Gold - BPI: Gold - IFPI DEN: Gold - RIAA: Platinum |
| The Pains of Growing                                                                    | - Vydáno: 30. listopadu 2018 - Vydavatelství: Def Jam, EP Entertainment | 21                     | 76                     | —                      | —                      | —                      | 78                     | —                      | —                      | —                      | 71                     |               | - MC: Gold                                                                   |
| In the Meantime                                                                         | - Vydáno: 24. září 2021 - Vydavatelství: Def Jam, EP Entertainment      | 83                     | —                      | —                      | —                      | —                      | —                      | —                      | —                      | —                      | —                      |               |                                                                              |
| Love & Hyperbole                                                                        | - Vyjde: 14. února 2025 - Vydavatelství: Def Jam, EP Entertainment      | bude oznámeno          | bude oznámeno          | bude oznámeno          | bude oznámeno          | bude oznámeno          | bude oznámeno          | bude oznámeno          | bude oznámeno          | bude oznámeno          | bude oznámeno          | bude oznámeno | bude oznámeno                                                                |
| "—" značí, že se nahrávka neumístila v hitparádách nebo v tomto území ani nebyla vydána |                                                                         |                        |                        |                        |                        |                        |                        |                        |                        |                        |                        |               |                                                                              |

### Kompilační alba
| Název               | Detaily o kompilačnímu albu                        |
| ------------------- | -------------------------------------------------- |
| Broken Heart        | - Vydáno: 4. března 2022 - Vydavatelství: UMG      |
| For the Love of Pop | - Vydáno: 11. března 2022 - Vydavatelství: UMG     |
| Me, Myself, and I   | - Vydáno: 18. března 2022 - Vydavatelství: UMG     |
| Seasons Change      | - Vydáno: 25. března 2022 - Vydavatelství: UMG     |
| Spring Fling        | - Vydáno: 15. dubna 2022 - Vydavatelství: Def Jam  |
| Duality             | - Vydáno: 6. května 2022 - Vydavatelství: Def Jam  |
| Liar Liar           | - Vydáno: 13. května 2022 - Vydavatelství: Def Jam |

### Koncertní alba
| Název                           | Detaily                                                                      |
| ------------------------------- | ---------------------------------------------------------------------------- |
| This Summer: Live off the Floor | - Vydáno: 17. července 2020 - Vydavatelství: Def Jam, Universal Music Canada |

## Extended play
| Four Pink Walls                                                                         | - Vydáno: 28. srpna 2015 - Vydavatelství: Def Jam, EP Entertainment     | 11 | 21 | 31 |
| Spotify Singles                                                                         | - Vydáno: 24. dubna 2019 - Vydavatelství: Def Jam                       | —  | —  | —  |
| This Summer                                                                             | - Vydáno: 6. září 2019 - Vydavatelství: Def Jam, Universal Music Canada | 52 | —  | —  |
| Holiday Stuff                                                                           | - Vydáno: 5. prosince 2020 - Vydavatelství: Def Jam, UMG Recordings     | —  | —  | —  |
| "—" značí, že se nahrávka neumístila v hitparádách nebo v tomto území ani nebyla vydána |                                                                         |    |    |    |

### Kompilační extended play
| Název                           | Detaily                                             |
| ------------------------------- | --------------------------------------------------- |
| Celebrating Pride: Alessia Cara | - Vydáno: 28. května 2021 - Vydavatelství: UMG      |
| Acoustic                        | - Vydáno: 11. června 2021 - Vydavatelství: Def Jam  |
| Growing Pains                   | - Vydáno: 18. června 2021 - Vydavatelství: Def Jam  |
| Remixed                         | - Vydáno: 25. června 2021 - Vydavatelství: Def Jam  |
| Not Another Love Song           | - Vydáno: 2. července 2021 - Vydavatelství: Def Jam |
| Best Holiday                    | - Vydáno: 3. prosince 2021 - Vydavatelství: UMG     |
| I Wish You Love                 | - Vydáno: 15. dubna 2022 - Vydavatelství: Def Jam   |

## Singly

### Jako hlavní umělkyně
| Název                                                                                   | Rok  | Umístění v hitparádách | Umístění v hitparádách | Umístění v hitparádách | Umístění v hitparádách | Umístění v hitparádách | Umístění v hitparádách | Umístění v hitparádách | Umístění v hitparádách | Umístění v hitparádách | Umístění v hitparádách | Certifikace | Album                                 |
| Název                                                                                   | Rok  | CAN                    | AUS                    | DEN                    | GER                    | IRE                    | NL                     | NZ                     | SWE                    | UK                     | US                     | Certifikace | Album                                 |
| --------------------------------------------------------------------------------------- | ---- | ---------------------- | ---------------------- | ---------------------- | ---------------------- | ---------------------- | ---------------------- | ---------------------- | ---------------------- | ---------------------- | ---------------------- | --- | ------------------------------------- |
| "Here"                                                                                  | 2015 | 19                     | 12                     | 58                     | 59                     | 71                     | 26                     | 15                     | 62                     | 28                     | 5                      | - MC: 3× Platinum - ARIA: Platinum - BPI: Gold - BVMI: Gold - GLF: Platinum - IFPI DEN: Gold - RIAA: 5× Platinum - RMNZ: Platinum - PMB: 2× Platinum          | Know-It-All                           |
| "Wild Things"                                                                           | 2016 | 14                     | 25                     | —                      | 76                     | 66                     | 58                     | 12                     | 61                     | 63                     | 50                     | - MC: 3× Platinum - ARIA: 2× Platinum - BPI: Silver - GLF: Platinum - RIAA: 2× Platinum - RMNZ: Platinum - PMB: Platinum                                      | Know-It-All                           |
| "Scars to Your Beautiful"                                                               | 2016 | 14                     | 8                      | 37                     | 19                     | 35                     | 30                     | 15                     | 10                     | 55                     | 8                      | - MC: Platinum - ARIA: 5× Platinum - BPI: 2× Platinum - BVMI: 3× Gold - GLF: 3× Platinum - IFPI DEN: Platinum - RIAA: 5× Platinum - RMNZ: Gold - PMB: Diamond | Know-It-All                           |
| "How Far I'll Go"                                                                       | 2016 | 46                     | 15                     | 29                     | 53                     | 26                     | 26                     | 3                      | 7                      | 49                     | 56                     | - ARIA: Gold - BPI: Gold - GLF: 3× Platinum - IFPI DEN: Gold - RIAA: 3× Platinum - RMNZ: Platinum - PMB: 2× Platinum                                          | Odvážná Vaiana: Legenda o konci světa |
| "Stay" (se Zedd)                                                                        | 2017 | 9                      | 3                      | 12                     | 13                     | 8                      | 11                     | 9                      | 9                      | 8                      | 7                      | - MC: 7× Platinum - ARIA: 3× Platinum - BPI: 2× Platinum - BVMI: Platinum - GLF: 2× Platinum - IFPI DEN: Platinum - RIAA: 5× Platinum - RMNZ: Platinum        | Všechno úplně všechno                 |
| "Growing Pains"                                                                         | 2018 | 36                     | 87                     | —                      | —                      | —                      | —                      | —                      | —                      | —                      | 65                     | - MC: Gold - RIAA: Gold | The Pains of Growing                  |
| "Trust My Lonely"                                                                       | 2018 | 55                     | —                      | —                      | —                      | —                      | —                      | —                      | —                      | —                      | —                      | | The Pains of Growing                  |
| "Out of Love"                                                                           | 2019 | 62                     | —                      | —                      | —                      | 71                     | —                      | —                      | —                      | —                      | —                      | - MC: Platinum - BPI: Silver - RIAA: Platinum | The Pains of Growing                  |
| "Ready"                                                                                 | 2019 | —                      | —                      | —                      | —                      | —                      | —                      | —                      | —                      | —                      | —                      | | This Summer                           |
| "Rooting for You"                                                                       | 2019 | 47                     | —                      | —                      | —                      | —                      | —                      | —                      | —                      | —                      | —                      | | This Summer                           |
| "Another Place" (s Bastille)                                                            | 2019 | —                      | —                      | —                      | —                      | —                      | —                      | —                      | —                      | —                      | —                      | | Doom Days                             |
| "Make It to Christmas"                                                                  | 2019 | 89                     | —                      | —                      | 60                     | —                      | —                      | —                      | —                      | —                      | —                      | | Holiday Stuff (Expanded)              |
| "Sweet Dream"                                                                           | 2021 | 51                     | —                      | —                      | —                      | —                      | —                      | —                      | —                      | —                      | —                      | | In the Meantime                       |
| "Only You" (s Eddie Benjamin)                                                           | 2022 | —                      | —                      | —                      | —                      | —                      | —                      | —                      | —                      | —                      | —                      | | Weatherman                            |
| "Dead Man"                                                                              | 2024 | —                      | —                      | —                      | —                      | —                      | —                      | —                      | —                      | —                      | —                      | | Love & Hyperbole                      |
| "(Isn't It) Obvious"                                                                    | 2024 | —                      | —                      | —                      | —                      | —                      | —                      | —                      | —                      | —                      | —                      | | Love & Hyperbole                      |
| "—" značí, že se nahrávka neumístila v hitparádách nebo v tomto území ani nebyla vydána |      |                        |                        |                        |                        |                        |                        |                        |                        |                        |                        | |                                       |

### Jako vedlejší umělkyně
| Název                                                                                   | Rok  | Umístění v hitparádách | Umístění v hitparádách | Umístění v hitparádách | Umístění v hitparádách | Umístění v hitparádách | Umístění v hitparádách | Umístění v hitparádách | Umístění v hitparádách | Umístění v hitparádách | Umístění v hitparádách | Certifikace | Album                 |
| Název                                                                                   | Rok  | CAN                    | AUS                    | DEN                    | GER                    | IRE                    | NL                     | NZ                     | SWE                    | UK                     | US                     | Certifikace | Album                 |
| --------------------------------------------------------------------------------------- | ---- | ---------------------- | ---------------------- | ---------------------- | ---------------------- | ---------------------- | ---------------------- | ---------------------- | ---------------------- | ---------------------- | ---------------------- | --- | --------------------- |
| "Wild" (Troye Sivan feat. Alessia Cara)                                                 | 2016 | 72                     | 26                     | —                      | —                      | —                      | —                      | —                      | —                      | —                      | —                      | - ARIA: Platinum | Blue Neighbourhood    |
| "1-800-273-8255" (Logic feat. Alessia Cara a Khalid)                                    | 2017 | 6                      | 5                      | 2                      | 45                     | 9                      | 23                     | 6                      | 4                      | 9                      | 3                      | - MC: 5× Platinum - ARIA: 3× Platinum - BPI: 2× Platinum - BVMI: Gold - IFPI DEN: Platinum - RIAA: 7× Platinum - RMNZ: Platinum | Everybody             |
| "Let Me Down Slowly" (Alec Benjamin feat. Alessia Cara)                                 | 2019 | 49                     | 56                     | 6                      | —                      | 18                     | 25                     | 23                     | 58                     | 31                     | 79                     | - MC: Platinum - ARIA: Platinum - BPI: Silver - IFPI DEN: Platinum - RIAA: 2× Platinum - RMNZ: Platinum                         | Narrated for You      |
| "Querer Mejor" (Juanes feat. Alessia Cara)                                              | 2019 | —                      | —                      | —                      | —                      | —                      | —                      | —                      | —                      | —                      | —                      | - RIAA: Gold (Latin) | Más futuro que pasado |
| "Welcome Back" (Ali Gatie feat. Alessia Cara)                                           | 2020 | 84                     | —                      | —                      | —                      | —                      | —                      | —                      | —                      | —                      | —                      | | Singl bez alb         |
| "—" značí, že se nahrávka neumístila v hitparádách nebo v tomto území ani nebyla vydána |      |                        |                        |                        |                        |                        |                        |                        |                        |                        |                        | |                       |

### Promo singly
| Název                                                                                   | Rok  | Umístění v hitparádách | Umístění v hitparádách | Album                      |
| Název                                                                                   | Rok  | CAN CHR                | NZ Hot                 | Album                      |
| --------------------------------------------------------------------------------------- | ---- | ---------------------- | ---------------------- | -------------------------- |
| "A Little More"                                                                         | 2018 | —                      | —                      | The Pains of Growing       |
| "Not Today"                                                                             | 2018 | —                      | 16                     | The Pains of Growing       |
| "Okay Okay"                                                                             | 2019 | —                      | 39                     | This Summer                |
| "October"                                                                               | 2019 | 39                     | 30                     | This Summer                |
| "I Choose"                                                                              | 2020 | —                      | 37                     | The Willoughbys            |
| "Shapeshifter"                                                                          | 2021 | —                      | —                      | In the Meantime            |
| "The Use in Trying"                                                                     | 2021 | —                      | —                      | Tlapková patrola: ve filmu |
| "Best Days"                                                                             | 2021 | —                      | 34                     | In the Meantime            |
| "WTSGD" (s Clay)                                                                        | 2022 | —                      | —                      | Breathing into Bloom       |
| "You Let Me Down"                                                                       | 2022 | —                      | —                      | In the Meantime            |
| "—" značí, že se nahrávka neumístila v hitparádách nebo v tomto území ani nebyla vydána |      |                        |                        |                            |

## Další umístěné a certifikované písně
| Název                                                                                   | Rok  | Umístění v hitparádách | Umístění v hitparádách | Umístění v hitparádách | Umístění v hitparádách | Umístění v hitparádách | Umístění v hitparádách | Umístění v hitparádách | Umístění v hitparádách | Certifikace  | Album                    |
| Název                                                                                   | Rok  | CAN HAC                | BEL (FL) Tip           | ITA                    | NZ Hot                 | SWE Heat.              | UK                     | US Dance               | US Hard Rock           | Certifikace  | Album                    |
| --------------------------------------------------------------------------------------- | ---- | ---------------------- | ---------------------- | ---------------------- | ---------------------- | ---------------------- | ---------------------- | ---------------------- | ---------------------- | ------------ | ------------------------ |
| "I'm Yours"                                                                             | 2015 | 46                     | —                      | —                      | —                      | —                      | —                      | —                      | —                      | - RIAA: Gold | Know-It-All              |
| "Seventeen"                                                                             | 2015 | —                      | —                      | —                      | —                      | —                      | —                      | —                      | —                      | - RIAA: Gold | Know-It-All              |
| "River of Tears"                                                                        | 2015 | —                      | —                      | —                      | —                      | —                      | —                      | —                      | —                      | - RIAA: Gold | Know-It-All              |
| "Cuore nerd" (J-Ax a Fedez feat. Alessia Cara)                                          | 2017 | —                      | —                      | 44                     | —                      | —                      | —                      | —                      | —                      |              | Comunisti col Rolex      |
| "The Other Side"                                                                        | 2017 | —                      | —                      | —                      | —                      | 10                     | —                      | —                      | —                      |              | The Get Down Part II     |
| "I'm Like a Bird"                                                                       | 2019 | —                      | —                      | —                      | —                      | —                      | —                      | —                      | —                      | - PMB: Gold  | Spotify Singles          |
| "Hell and High Water" (Major Lazer feat. Alessia Cara)                                  | 2020 | —                      | 21                     | —                      | 20                     | 20                     | —                      | 14                     | —                      |              | Music Is the Weapon      |
| "Enter Sandman" (s The Warning)                                                         | 2021 | —                      | —                      | —                      | —                      | —                      | —                      | —                      | 13                     |              | The Metallica Blacklist  |
| "Jingle Bell Rock"                                                                      | 2021 | —                      | —                      | —                      | —                      | —                      | 98                     | —                      | —                      |              | Holiday Stuff (Expanded) |
| "—" značí, že se nahrávka neumístila v hitparádách nebo v tomto území ani nebyla vydána |      |                        |                        |                        |                        |                        |                        |                        |                        |              |                          |

## Spolu umělkyně
| Název                                       | Rok  | Hlavní umělec   | Album                                                       |
| ------------------------------------------- | ---- | --------------- | ----------------------------------------------------------- |
| "I Can Only"                                | 2016 | JoJo            | Mad Love                                                    |
| "Remember Home"                             | 2016 | Sebastian Kole  | Soup                                                        |
| "Cuore Nerd"                                | 2017 | J-Ax a Fedez    | Comunisti col Rolex                                         |
| "The Other Side"                            | 2017 | —               | [The Get Down Part II                                       |
| "I Guess That's Why They Call It the Blues" | 2018 | —               | Revamp: Reimagining the Songs of Elton John & Bernie Taupin |
| "Babies"                                    | 2018 | Kyle            | Light of Mine                                               |
| "Vale per Sempre (Vale por Siempre)"        | 2018 | Eros Ramazzotti | Vita Ce N'è (Hay Vida)                                      |
| "Canada"                                    | 2020 | Lauv            | How I'm Feeling                                             |
| "Fav Boy"                                   | 2020 | Ricky Reed      | The Room                                                    |
| "Afraid of America"                         | 2020 | Scott Helman    | Nonsuch Park (SA)                                           |
| "Hell and High Water"                       | 2020 | Major Lazer     | Music Is the Weapon                                         |
| "Himno a la Alegría"                        | 2021 | různí umělci    | zádné                                                       |
| "Enter Sandman"                             | 2021 | The Warning     | The Metallica Blacklist                                     |
| "Frosty the Snowman"                        | 2021 | Pentatonix      | Evergreen                                                   |
| "Feel You Now"                              | 2021 | —               | Blade Runner: Black Lotus                                   |
| "Last Goodbye"                              | 2021 | —               | Blade Runner: Black Lotus                                   |
| "Bed I Made"                                | 2021 | Allen Stone     | Apart                                                       |
| "What I Wouldn't Do / North Star Calling"   | 2023 | různí umělci    | žádné                                                       |

## Videoklipy
| Název                                                             | Rok                  | Další umělec                      | Režisér                | Reference            |
| Jaho hlavní umělkyně                                              | Jaho hlavní umělkyně | Jaho hlavní umělkyně              | Jaho hlavní umělkyně   | Jaho hlavní umělkyně |
| ----------------------------------------------------------------- | -------------------- | --------------------------------- | ---------------------- | -------------------- |
| "Here"                                                            | 2015                 | žádné                             | Aaron A                | [ 80 ]               |
| "I'm Yours"                                                       | 2015                 | žádné                             | Alessia Cara           | [ 81 ]               |
| "Wild Things"                                                     | 2016                 | žádné                             | Aaron A                | [ 82 ]               |
| "Scars to Your Beautiful"                                         | 2016                 | žádné                             | Aaron A                | [ 83 ]               |
| "How Far I'll Go"                                                 | 2016                 | žádné                             | Aya Tanimura           | [ 84 ]               |
| "Seventeen"                                                       | 2016                 | žádné                             | Aaron A                | [ 85 ]               |
| "Stay"                                                            | 2017                 | Zedd                              | Tim Mattia             | [ 86 ]               |
| "Growing Pains"                                                   | 2018                 | žádné                             | Alan Masferrer         | [ 87 ]               |
| "A Little More"                                                   | 2018                 | žádné                             | Alessia Cara           | [ 88 ]               |
| "Trust My Lonely"                                                 | 2018                 | žádné                             | Aaron A                | [ 89 ]               |
| "Not Today"                                                       | 2018                 | žádné                             | Aaron A                | [ 90 ]               |
| "Out of Love"                                                     | 2019                 | žádné                             | —                      | [ 91 ]               |
| "Rooting for You"                                                 | 2019                 | žádné                             | —                      | [ 92 ]               |
| "October"                                                         | 2019                 | žádné                             | —                      | [ 93 ]               |
| "Another Place"                                                   | 2019                 | Bastille                          | —                      | [ 94 ]               |
| "Sweet Dream"                                                     | 2021                 | žádné                             | Tusk Creative          | [ 95 ]               |
| "Shapeshifter"                                                    | 2021                 | žádné                             | Tusk Creative          | [ 96 ]               |
| "Best Days"                                                       | 2021                 | žádné                             | Tusk Creative          | [ 97 ]               |
| "Enter Sandman"                                                   | 2021                 | The Warning                       | Rudy Joffroy           | [ 98 ]               |
| "You Let Me Down"                                                 | 2022                 | žádné                             | Dario Caracciolo       | [ 99 ]               |
| "Only You"                                                        | 2022                 | Eddie Benjamin                    | —                      | [ 100 ]              |
| "Jingle Bell Rock"                                                | 2022                 | žádné                             | Aaron Alter            | [ 101 ]              |
| "Make It to Christmas"                                            | 2022                 | žádné                             | —                      | [ 102 ]              |
| "Dead Man"                                                        | 2024                 | žádné                             | George Gallardo Kattah | [ 103 ]              |
| Jako vedlejší umělkyně                                            |                      |                                   |                        |                      |
| "Wild"                                                            | 2016                 | Troye Sivan                       | Malia James            | [ 104 ]              |
| "1-800-273-8255"                                                  | 2017                 | Logic, Khalid                     | Andy Hines             | [ 105 ]              |
| "Babies"                                                          | 2018                 | Kyle                              | Christo                | [ 106 ]              |
| "Let Me Down Slowly"                                              | 2019                 | Alec Benjamin                     | —                      | [ 107 ]              |
| "Querer Mejor"                                                    | 2019                 | Juanes                            | Aaron A                | [ 108 ]              |
| "Welcome Back"                                                    | 2020                 | Ali Gatie                         | Kid Studio             | [ 109 ]              |
| Spolu umělkyně                                                    |                      |                                   |                        |                      |
| "If the World Was Ending (In Support of Doctors Without Borders)" | 2020                 | JP Saxe, Julia Michaels & Friends | —                      | [ 110 ]              |